# Valérie Deseine
Pour les articles homonymes, voir Deseine.
Valérie Deseine est une monteuse française.

## Biographie
Valérie Deseine est une monteuse et assistante monteuse française. Elle est lauréate du César du meilleur montage en 2014 pour Les Garçons et Guillaume, à table !
Elle est assistante monteuse sur le film Bernie de Albert Dupontel en 1996. Son premier long métrage en tant que monteuse est Marie Baie des Anges, de Manuel Pradal en 1998

## Filmographie
- 1997 : Marie Baie des Anges de Manuel Pradal
- 2000 : La Parenthèse enchantée de Michel Spinosa
- 2002 : La Maîtresse en maillot de bain de Lyèce Boukhitine
- 2002 : Ginostra de Manuel Pradal
- 2004 : Mensonges et trahisons et plus si affinités... de Laurent Tirard
- 2004 : Mon ange de Serge Frydman
- 2006 : Jean-Philippe, de Laurent Tuel
- 2007 : Molière de Laurent Tirard
- 2009 : Le Petit Nicolas de Laurent Tirard
- 2010 : Sans laisser de traces de Grégoire Vigneron
- 2011 : Poupoupidou de Gérald Hustache-Mathieu
- 2011 : La Chance de ma vie de Nicolas Cuche
- 2012 : Parlez-moi de vous de Pierre Pinaud
- 2012 : Astérix et Obélix : Au service de Sa Majesté de Laurent Tirard
- 2013 : Les Garçons et Guillaume, à table ! de Guillaume Gallienne
- 2014 : Les Vacances du petit Nicolas de Laurent Tirard
- 2014 : Aimer, boire et chanter d'Alain Resnais
- 2015 : Boomerang de François Favrat
- 2016 : Un homme à la hauteur de Laurent Tirard
- 2016 : Au nom de ma fille de Vincent Garenq
- 2016 : Le Voyage de Fanny de Lola Doillon
- 2022 : Le Tourbillon de la vie d'Olivier Treiner
- 2023 : La Syndicaliste de Jean-Paul Salomé
- 2023 : Quand tu seras grand de Andréa Bescond
- 2023 : L'Abbé Pierre : Une vie de combats de Frédéric Tellier

## Distinctions

### Récompenses
- César 2014 : César du meilleur montage pour Les Garçons et Guillaume, à table !

### Nominations
- César 2019 : César du meilleur montage pour Les Chatouilles